# Krīshnāpatnam
Krīshnāpatnam är en ort i Indien.   Den ligger i distriktet Nellore och delstaten Andhra Pradesh, i den södra delen av landet, 1 600 km söder om huvudstaden New Delhi. Krīshnāpatnam ligger 10 meter över havet och antalet invånare är 5 686.
Terrängen runt Krīshnāpatnam är mycket platt. Havet är nära Krīshnāpatnam österut.  Det finns inga andra samhällen i närheten. Omgivningarna runt Krīshnāpatnam är en mosaik av jordbruksmark och naturlig växtlighet.